# Gusti Cederschiöld
Gustava (Gusti) Anna Julie Fredrika Gabriella Cederschiöld, född 23 september 1843, död 19 april 1884 i Stockholm, var en svensk konstnär. 
Hon var dotter till kammarrådet Rudolf Uranius Cederschiöld och Louise Gustava Adelheid Quaade.
Cederschiöld studerade konst i Stockholm och Paris. Hon medverkade i utställningar med Bohusläns konstförening, Konstföreningen för södra Sverige och Norrlands konstförening. Hennes konst består av landskapsbilder från bland annat Dalarna, Stockholms skärgård och trakterna kring Rydboholm i Uppland samt kopior av bland annat Marcus Larson och Gustaf Rydbergs tavlor. Cederschiöld är begravd på Solna kyrkogård.